# Guelaguetza

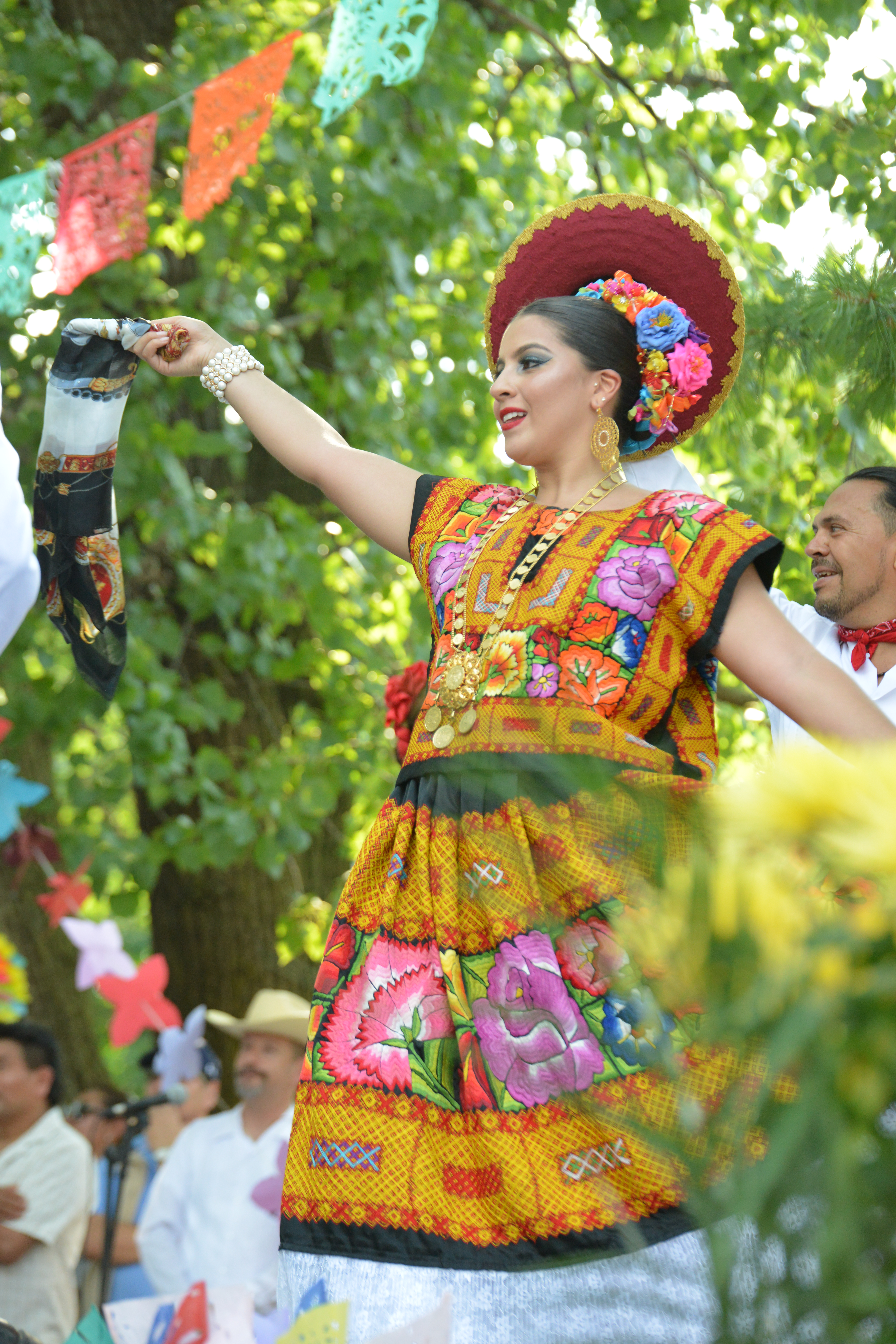
Mujer bailando danza folclórica en el Festival de la Guelaguetza de 2019.
Próxima fecha: Lunes, 22 de julio de 2024
Lunes, 29 de julio de 2024

La Guelaguetza (del idioma zapoteco guendalizaa, "cooperar") es una celebración que tiene lugar en la ciudad de Oaxaca de Juárez, en el estado de Oaxaca, en México. Forma parte de los cultos populares a la Virgen del Carmen, razón por la cual se celebra los dos lunes más cercanos a la festividad católica de esta advocación mariana (el 16 de julio). También se conoce con el nombre de los lunes del Cerro, puesto que el corazón de la festividad es el cerro del Fortín, que domina el centro de la ciudad de Oaxaca. En su concepción más amplia, la Guelaguetza representa no solo cooperar, sino hace referencia a los tiempos antiguos en donde la ciudad de Oaxaca se llamaba, toda una actitud o cualidad con la que se nace, el amor al prójimo de cada habitante zapoteca hacia sus hermanos, una actitud de compartir la naturaleza y la vida, costumbres y tradiciones. Es considerada como la mayor fiesta Folklórica del continente americano, juntando en ella miles y miles de personas cada año. 
En esta celebración, participan las delegaciones representativas de las 8 regiones que conforman el estado de Oaxaca de Juárez   en el que nos muestran sus distintas tradiciones y costumbres que tienen los oaxaqueños de diversas regiones con mucho amor y cariño hacia sus turistas o gente de su lugar (Anexo:Delegaciones de la Guelaguetza), y que engalanan año con año la Rotonda de las Azucenas

## Fechas (16 de julio)
La Guelaguetza se celebra cada año en los dos lunes después del 16 de julio, excepto cuando el primer lunes el 18 de julio, aniversario luctuoso de Benito Juárez. En ese caso, se posponen las celebraciones una semana y caen en 25 de julio y 1o de agosto (como ocurrió en 2005 y en 2011, aunque en 2005 no se respetó esta tradición, y se celebró el Lunes del Cerro el día 18), ni en 2020, debido a la pandemia de COVID-19.
También se le conoce como Guelaguetza al apoyo en especie (chile, maíz, frijol, etcétera), que se realiza en las comunidades cuando se realizan festividades. Este apoyo es recíproco, es decir, cuando se le brinda a la persona que lo requiere, está obligada a devolver el apoyo que se le dio. Las personas de las comunidades lo realizan como una forma de mostrar interés a sus costumbres o por lo que su familiar está haciendo o celebrando. Por lo regular, el apoyo de la Guelaguetza se da en las fiestas, al igual que en los velorios, solo que el apoyo cambia, es decir, las personas que lo reciben ya no están obligadas a devolverlo, pues se toma como una forma de demostrar el pésame por la persona fallecida.
Guelaguetza es una palabra zapoteca que denota el acto de participar cooperando; es un don gratuito que no lleva consigo más obligación que la de la reciprocidad.

## Actividades durante la Guelaguetza
- 21 y 28 de julio 18:00. Partiendo del Parque “El Llano” Desfile de Delegaciones Regionales, alrededor de 1,000 jóvenes, integrantes de cada una de las ocho regiones desfilan ataviados con sus trajes regionales y acompañados por sus bandas de música, recorrerán las calles de: Avenida Juárez, Constitución, Gurrión y Macedonio Alcalá, hasta llegar al Zócalo de la ciudad, concluyendo en la Av. Independencia.
- 22 y 29 de julio 20:30. Auditorio Guelaguetza “Donají… La Leyenda” Historia de una joven zapoteca enamorada de un príncipe mixteco, que fue sacrificada y de quien la ciudad capital toma su imagen. Evento coordinado por Turismo Municipal.
- 23 y 30 de julio 10:00 y 17:00. Auditorio Guelaguetza Magna Presentación de “La Guelaguetza”.
- 20 al 31 de julio Parque “El Llano” Feria Internacional del Mezcal Evento coordinado por la Asociación de Productores y Envasadores de Mezcal en el que se exponen y comercializan las más variadas presentaciones de la bebida que por tradición y origen ha dado fama a Oaxaca en todo el mundo.
- 25 y 26 de julio 12:00. Plaza de la Danza 7.º Festival del Tejate y Tamal de San Andrés Huayapam. En este evento participa la Unión de Tejateras y Tamaleras de ese municipio, así como la banda de música y el grupo folklórico de la misma población.

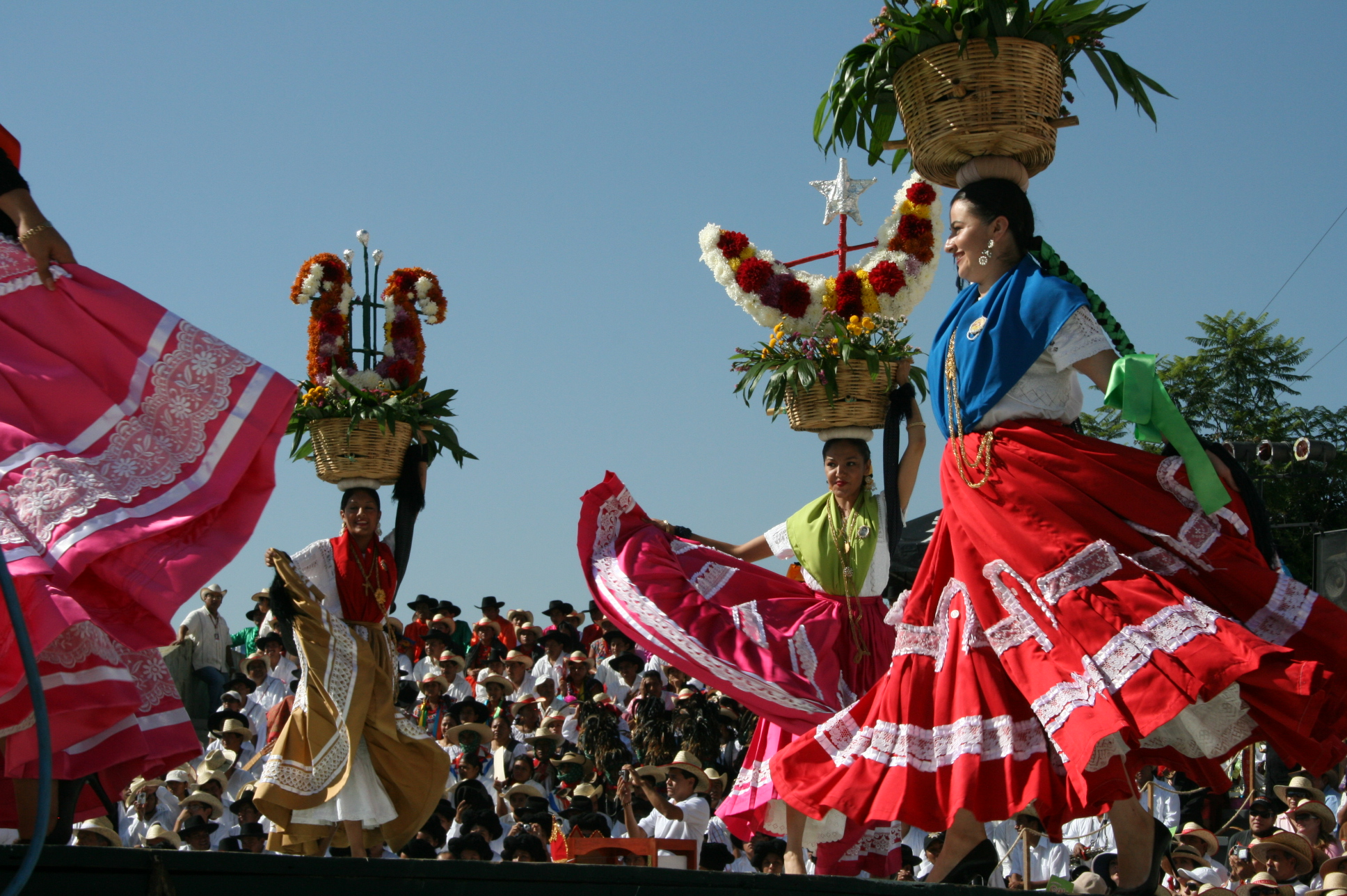
Chinas Oaxaqueñas en la Guelaguetza en 2008.

Recientemente, se han agregado a estas fiestas otros espectáculos folklóricos para esparcimiento popular, tales como el desfile de las delegaciones organizado a la manera de la calenda tradicional (véase la etimología de calenda), que se lleva a cabo el sábado anterior al primer lunes.
Esta calendla encabeza la "marmota", que es un gran farol esférico cubierto de tela, los "gigantes", las "chinas oaxaqueñas", mujeres de la ciudad que portan canastas enfloradas acompañadas de su banda de música y los coheteros; les siguen las demás delegaciones, cada una de ellas precedida de la música propia de su región.
Al día siguiente, el domingo, se realiza en la Plaza Central la elección de la representante de la diosa Centéotl, que presidirá las fiestas. En este acto contienden una aspirante de cada delegación. En este certamen, no se busca elegir a la más bella o a la más suntuosamente ataviada, sino a la más representativa y conocedora de la tradición de su pueblo.
Por las noches, ese mismo día se realiza el Bani Stui Gulal* (repetición de la antigüedad), una representación de la historia de los Lunes del Cerro en sus diferentes épocas.
El lunes, a las cinco de la mañana, los "chirimeteros" de los Valles Centrales, tocan las "mañanitas" al cerro, con pitos, tambores y chirimías, mientras la gente empieza a llegar al cerro, en donde toman un suculento almuerzo oaxaqueño, antes de entrar al auditorio, en donde la marimba y los chirimeteros ofrecen una audición a los asistentes. A las diez de la mañana, da inicio la Guelaguetza.
Por la tarde, en el mismo auditorio, tiene lugar la presentación de la leyenda de la Princesa Donají, hija del rey zapoteca Cosijoezay de la princesa Coyolicatzin.
Entre el primer lunes y su octava tienen lugar diversas actividades, como muestras gastronómicas y artesanales y representaciones costumbristas de las más diversas comunidades del estado, así como exposiciones, conciertos y otra serie de eventos de trascendencia cultural, organizados por las instituciones que difunden la cultura de Oaxaca en todas sus manifestaciones.
En la "Octava" o segundo Lunes del Cerro, se repiten el "Bani Stui Gulal", la "Guelaguetza" y la "Leyenda de la Princesa Donají".
En las fiestas de los Lunes del Cerro, se vuelca el entusiasmo popular por continuar las antiguas tradiciones.
La Guelaguetza (del idioma zapoteco guendalizaa, "cooperar") forma parte de los cultos populares a la Virgen del Carmen, razón por la cual se celebra los dos lunes más cercanos a la festividad católica de esta advocación mariana (el 16 de julio).  En su concepción más amplia, la Guelaguetza representa no solo cooperar, sino hace referencia a los tiempos antiguos en donde la ciudad de Oaxaca se llamaba, toda una actitud o cualidad con la que se nace, el amor al prójimo de cada habitante zapoteca hacia sus hermanos, una actitud de compartir la naturaleza y la vida.[1]. Es considerada como la mayor fiesta Folklórica del continente americano, juntando en ella miles y miles de personas cada año.
En esta celebración, participan las delegaciones representativas de las 8 regiones que conforman el estado de Oaxaca de Juárez el que nos muestran sus distintas tradiciones y costumbres que tienen los oaxaqueños de diversas regiones con mucho amor y cariño hacia sus turistas o gente de su lugar (Anexo:Delegaciones de la Guelaguetza), y que engalanan año con año la Rotonda de las Azucenas, lugar donde se ubica el Auditorio Guelaguetza que alberga está fiesta.

## Danza y música

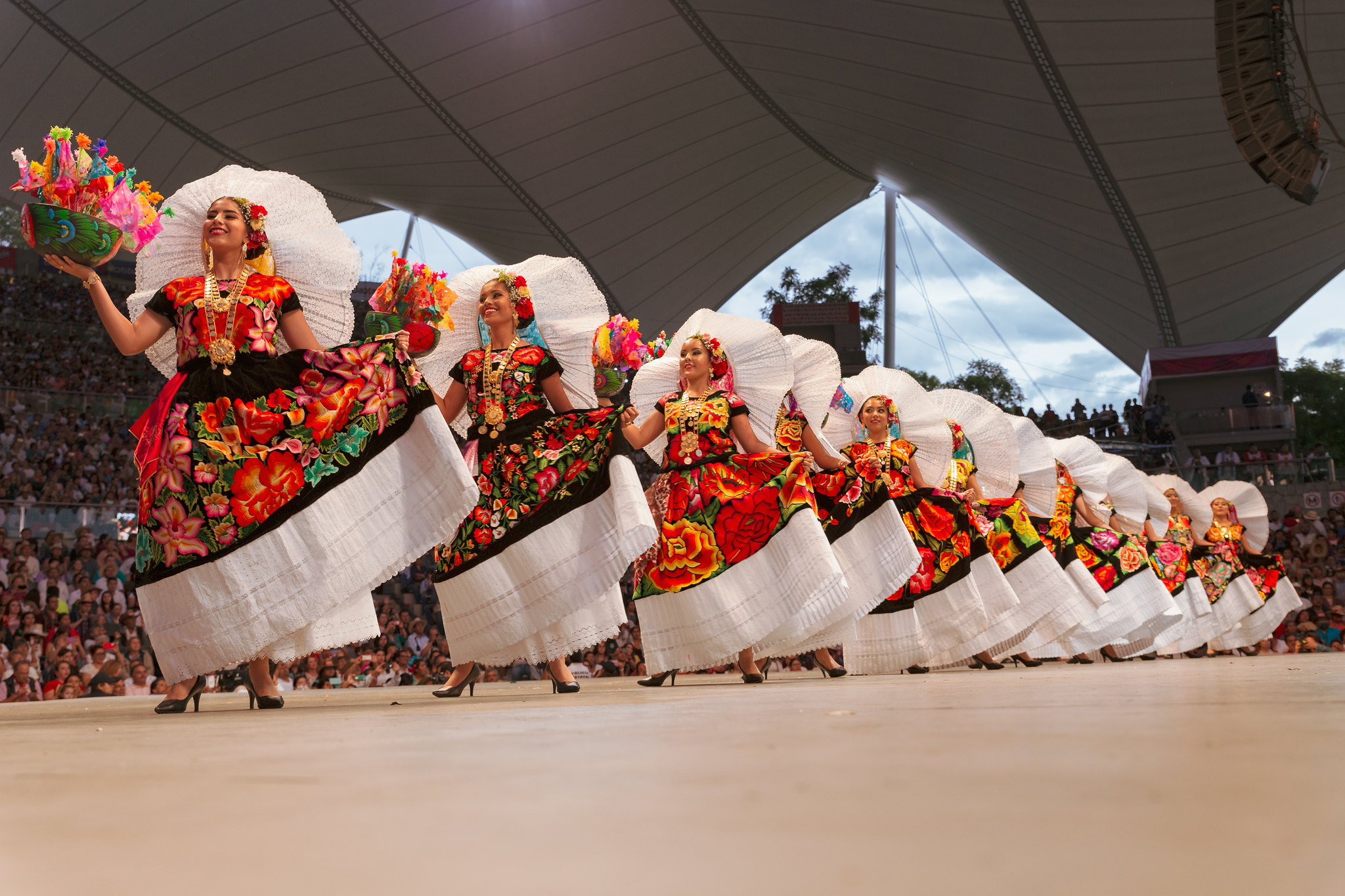
Mujeres bailando en traje tehuana en la Guelaguetza en Oaxaca en 2018.

Durante este evento, las diferentes regiones de Oaxaca presentan sus bailes y danzas típicas, mostrando la diversidad cultural de la región.
Los bailes y danzas de la región del Valle son la Danza de la pluma y el Jarabe del Valle. De la Sierra Juárez, los Sones Serranos y el jarabe de la Botella. De Tuxtepec, la sorprendente Danza “Flor de piña”, con sus más de veinte hermosas mujeres, que bailan energéticamente, hombro con hombro, en una sincronía llena de movimiento y color. De Huautla de Jiménez, los sones mazatecos. Pinotepa Nacional presenta bailables como Las Chilenas, La Malagueña y El Pandero. Putla Villa de Guerrero presenta Sones y Chilenas y el Carnaval putleco. Huajuapan de León presenta el Jarabe mixteco, lleno de movimiento y energía entre una pareja. El Istmo de Tehuantepec presenta La Sandunga y La Tortuga. Ejutla de Crespo presenta El Jarabe Chenteño y El Palomo. Al cierre de la Guelaguetza, se presenta uno de los bailables más representativos de Oaxaca: la Danza de la Pluma, ejecutado por hombres con grandes penachos coloridos, también muy pesados, que se decoran con pequeños espejos y, en algunos casos, con imágenes religiosas.
Cada región lleva su propia banda de música. Se toca música en vivo durante todo el evento. La mayoría son bandas de viento, y tocan sus piezas mientras los bailarines presentan lo mejor de su región. 

## Centéotl

### Orígenes
Cintéotl o Centéotl, que en idioma náhuatl significa “dios del maíz” o, más precisamente "energía del maíz", en la cultura mexica en ocasiones se considera un ser dual, hombre y mujer, o bien solo del sexo masculino; en sexo femenino, pasó a ser Chicomecóatl que, según la cosmogonía mexica, nació de la unión de Piltzintecuhtli, dios-energía de los temporales, y de Xochiquétzal, diosa-energía de la belleza, de las flores, de la juventud y de la fertilidad, patrona de las jóvenes, del embarazo, de los partos y de los oficios de las mujeres, que tras su nacimiento se refugió bajo la tierra y se convirtió en distintos sustentos; de entre ellos, el maíz divinizado. Entre sus diversos cultos, se le celebraba junto a Chicomecóatl, la diosa-energía de la agricultura, de las cosechas y de la fecundidad.
El origen de esta celebración proviene de los indígenas oaxaqueños, quienes veneraban a la "diosa-energía del maíz" Centéotl, por la que realizaban grandes honores, ofrendas y presidía las fiestas. Al llegar los españoles a esta tierra y establecer la religión cristiana, los frailes franciscanos y dominicos prohibieron las prácticas dedicadas a esta diosa-energía y construyeron el templo católico dedicado a la Virgen del Monte Carmelo -hoy templo del Carmen Alto-, y convirtieron a los indígenas para rendir culto a la Virgen del Carmen.

### Certamen
En este concurso, participan representantes de cada uno de los pueblos y etnias que conforman el estado de Oaxaca. No se busca premiar a la belleza o a la participante más talentosa, sino a aquella que, durante sus dos intervenciones, sea conocedora de los siguientes temas:
- gastronomía
- etnia
- artesanías
- fiestas tradicionales
- costumbres y leyenda

La participante debe ir portando el traje típico de su región, o el más representativo, para que así el jurado calificador emita su veredicto basado en la convocatoria del año en curso. Una de las principales reglas es que las participaciones no excedan una duración de 4 minutos; otra es que la concursante en cuestión sea originaria de la etnia o pueblo que representa, y que durante toda su vida haya radicado en su lugar de origen.

## Historia

### La leyenda del Bani Stui Gulal
En el año 1969, los organizadores de la fiesta decidieron imprimirle a esta mayor lucimiento con la introducción de diversos espectáculos, entre los que sobresalían la elección de Centéotl, la diosa-energía del maíz, así como la representación de una versión sobre la supuesta historia de la fiesta, llamada Bani Stui Gulal, que en el idioma zapoteco significa "repetición de lo antiguo". La finalidad de incluir estas actividades era presentar la Guelaguetza como parte de una supuesta tradición que se remontaba al pasado prehispánico y que fundaba en él sus raíces.
El gobierno del estado, así como la Asociación Folklórica Oaxaqueña, lograron unir las ideas que ya existían sobre la historia de la fiesta. Su propuesta no solo fue aceptada sino que, sirviendo de guion, se estructuró sobre ella la realización de un espectáculo dirigido a la población local, con el fin de transmitir, a través de la música, la danza y la poesía, una versión de la historia que hasta ese momento era poco conocida por la mayoría de los pobladores de la ciudad.
La puesta en escena, organizada por el gobierno del Estado, corrió a cargo del grupo folklórico de la Universidad Benito Juárez, acompañado por la Banda de Música del Estado, y se llevó a cabo en la Plaza de la Danza en los dos domingos previos a los Lunes del Cerro. Esta festividad fue calificada como “asombrosa”.
El conjunto de ideas que sobre la historia de la fiesta habían creado los intelectuales locales logró reunirse en un solo discurso que abordaba cuatro épocas (siguiendo la secuencia de las épocas que esta actividad aborda):

#### Época prehispánica
Aquí se narra la dominación azteca, la Gran fiesta de los Señores, la elección de una doncella y su posterior sacrificio en honor a Centéotl. Cabe señalar que estas fiestas coinciden en fecha con la actual celebración urbana, transmitiendo con ello a los pobladores la visión de antigüedad de su celebración. Asimismo, en la realización del sacrificio humano quedan exentos los zapotecos y mixtecos, ya que claramente refiere que este era realizado por mexicas.

#### Época de la Colonia
Inicia con las danzas que seguían realizando los mexicas en honor a sus dioses hasta la conquista de los españoles. Después continúa con una procesión en honor a la virgen del Carmen y una especie de carnaval en la que participan las marmotas, las chinas de calenda, los “ellerros”, los “zancudos” de Zaachila y sobresale la participación de la “sierpe” que es una especie de serpiente gigante, acompañados por la música de la banda del estado.

#### Época del México independiente
Consiste en un paseo en donde se admiran a las catrinas con sus grandes trajes, los charros, las chinas de calenda y todos los habitantes, en el que prueban los productos que ofrecen los vendedores de la región.

#### Época contemporánea.
En la que se admiran los principales trajes de cada una de las regiones, mientras se escucha un poema dedicado a Oaxaca. Este espectáculo finaliza como todas las fiestas del pueblo oaxaqueño, con la quema de los fuegos artificiales.
En el 2009, Arturo Ochoa Canales, socio fundador del Bani Stui Gulal, y Teresa García Pinacho se enfrascaron en una serie de acusaciones en contra de Verónica Donají García Ochoa y Juan Carlos López Avendaño, del Grupo Folclórico de Oaxaca, A.C., por los derechos de autor de esta representación y del nombre del Grupo Folclórico de Oaxaca, A.C. El problema llegó hasta las instancias judiciales.[cita requerida]
En el 2010, el gobierno del estado decidió que un tercer grupo folclórico inventara un espectáculo, llamado Cabuya Uca Chique ("una mirada al pasado"), el cual resultó un fracaso.
En el 2013, Juan Carlos López Avendaño, presidente del Grupo Folclórico de Oaxaca, A.C., señaló que el espectáculo está a salvo y listo para regresar a las festividades de la Guelaguetza en cuanto se les requiera. Sin embargo, el gobierno estatal no quiso revivir el pleito entre las familias, aun cuando el Grupo Folclórico de Oaxaca ganó los derechos legales del nombre de esa asociación y a pesar de que posee los derechos de autor del espectáculo.
El Bani dejó de representarse en Oaxaca, pero no así en municipios como Zaachila. La más reciente representación fue en julio del 2014.

### Invención de La Guelaguetza como homenaje racial y búsqueda de identidad local
En 1932, como motivo del 4.° Centenario de la Elevación de Oaxaca al rango de ciudad, y siguiendo las políticas del gobierno en turno que buscaban crear una identidad sólida en cada parte del territorio mexicano, se preparó un programa con elementos regionales que caracterizaran a cada región que formaba la geografía del estado.
El Homenaje Racial representaba una obra en tres cuadros, en la cual se mostraba un conjunto de símbolos del mexicanismo y el localismo. Dicho espectáculo pretendía imprimir entre los oaxaqueños un sentimiento regional vinculado estrechamente al nacionalismo emergente en el país.
En el primer cuadro se presentó un resumen de todas las melodías que se ejecutarían esa tarde; posteriormente, hizo aparición la Señorita Oaxaca y su cortejo: los “heraldos”, “las Siete Diosas de la Fraternidad” y los “Siete Espíritus del Bien”. Finalizó con un contingente de “típicos”, “charritos” y “rumbosas”, bajo los acordes de la canción popular “El Nito”.
El segundo cuadro se dedicó al desfile de las embajadas de las regiones del estado, entre ellos mixes, quienes llevaban café, frutas y flores como ofrendas y las pusieron a los pies de la representante de la ciudad. También se presentó un hombre que representó a Benito Juárez.
En el tercer acto, la Señorita Oaxaca entregó a cada miembro de su cortejo listones de colores para que los llevaran a las representantes de las embajadas. Los Espíritus y las Diosas bajaron al centro del escenario, se ubicaron frente al teocalli y encendieron los “pebeteros del amor”, y finalmente abrieron las puertas del templo prehispánico, y de él salieron palomas blancas.
El final del espectáculo fue la interpretación del Himno de Oaxaca, compuesto expresamente para la ocasión.
De esta manera, el Homenaje Racial a la ciudad se convirtió en una fiesta de simbolismo, luz y color.
El Homenaje Racial se presentó nuevamente en 1934, con motivo de la visita de Pascual Ortiz Rubio.
A partir de esa fecha, las festividades de los Lunes del Cerro comenzaron a adquirir tintes regionalistas. A lo que antes era una romería en el Cerro del Fortín, se fueron introduciendo espectáculos que reforzaban las políticas nacionalistas del gobierno en turno.
"Hacia 1951, en el Ayuntamiento de la Ciudad, junto con funcionarios del Gobierno Estatal, se funda el Comité Pro Fiestas Tradicionales de Oaxaca, y tiene como objetivo atraer al turismo. Transforma los Lunes del Cerro en el modelo que ahora observamos. En 1951, el fuerte es el segundo lunes, cuando llegan cuatro delegaciones invitadas. A partir de ahí, se van a comenzar a invitar a las otras regiones hasta que para 1959 queda ya representado todo el estado."
No existen pruebas de que la Guelaguetza date desde la conquista mexica en Oaxaca. La leyenda oficial cuenta que antiguamente se realizaba este evento en honor a la diosa del maíz tierno, Xilonen, y hoy en día, se realiza en honor a la diosa del maíz, Centeotl. Sin embargo, no existen registros sobre un culto generalizado a deidades nahuas entre los pueblos originarios de Oaxaca ni de la existencia de una fiesta pagana durante los 300 años de domino católico-español y 100 de independencia.
Actualmente, la tradición de la Guelaguetza busca definir al pueblo oaxaqueño, desde tiempos históricos hasta hoy. La palabra deriva del zapoteco y esta misma significa "intercambio de regalos y servicios" y se refiere a las relaciones recíprocas que unen a la gente. Estas relaciones sirven para crear una red de cooperación entre familias individuales y hasta entre pueblos y municipios. Habitualmente se ocupa en las poblaciones para organizar fiestas muy grandes, en las que se da de comer a toda la comunidad.
Según el Archivo Estatal de Oaxaca la celebración fue inventada con motivo del centenario del natalicio de Benito Juárez, con el tiempo la organización de la festividad ha dado lugar a críticas por corrupción, discriminación y tráfico de influencias, dado que, según la Secretaría de Turismo, durante los días que se presenta la Guelaguetza ocurre la mayor derrama económica por turismo en Oaxaca.
En el 2010, debido a problemas de logística y tiempos en la adaptación de un techado al auditorio Guelaguetza esta gran fiesta cambiará su sede al Estadio de Fútbol "Benito Juárez". Las fechas para la realización de este evento serán: 19 y 26 de julio.
En el 2011, la Guelaguetza se volvió a celebrar en el Cerro del Fortín, pero ahora con una nueva imagen, una gran velaria mandada a hacer el año anterior. El gobernador del estado, Gabino Cué Monteagudo, es el primer gobernador del estado de Oaxaca que estrena esta imagen del Auditorio Guelaguetza.
En 2012, se conmemoró el 80 Aniversario del Homenaje Racial, donde además de las fiestas de los lunes del cerro se hicieron diversas actividades alternas tanto en la capital del estado como en las comunidades cercanas pertenecientes a los Valles Centrales.

## LaGuelaguetza Popular y Magisterial
Desde el conflicto magisterial de Oaxaca del 2006, la Asamblea Popular de los Pueblos de Oaxaca inició la celebración denominada Guelaguetza Popular y Magisterial, como una respuesta alternativa a la celebración que año con año realiza un comité con el apoyo del gobierno del estado. En este festival, realizado por primera vez en el estadio del Instituto Tecnológico de Oaxaca y con la asistencia de 20 mil personas, numerosas delegaciones del magisterio de las ocho regiones del estado presentan un espectáculo de danza y música.

## La Guelaguetza en otros lugares

### Chimalhuacán
En el municipio de Chimalhuacán, en el Estado de México, realizan un homenaje al arte y folklor de Oaxaca mediante su versión de la Guelaguetza en la Plaza Cívica Benito Juárez, ubicada en el Barrio Vidrieros, durante seis años, con medios y recursos otorgados por las autoridades del propio municipio.[cita requerida]

### Zaachila
La LAANI ROO XATEN DAAN ZAADXIL, que, traducido del zapoteco, significa “fiesta grande de cerro”, es una celebración que se lleva a cabo en la comunidad de Zaachila, Oaxaca, desde hace 63 años, en la zona arqueológica conocida como “El Cerrito”. Se considera que este evento es el segundo más importante, después del que se lleva a cabo en el auditorio Guelaguetza, pues llegan a presenciar la celebración un aproximado de 12,000 asistentes tan solo en las presentaciones de la Guelaguetza. Los diferentes bailes son presentados por mujeres y hombres originarios y vecinos de los diferentes barrios pertenecientes al municipio de Zaachila. Dicho evento es organizado por el Ayuntamiento Constitucional de la Villa de Zaachila.[cita requerida]